# Henschel DH 500 Ca
Die Lokomotive Henschel DH 500 Ca sind dreiachsige dieselhydraulische Lokomotiven, die von den  Henschel-Werken gebaut wurden. Sie waren für den Einsatz im Rangierdienst vorgesehen. Die Achsfolge der Henschel DH 500 Ca ist C. Sie gehören zur sogenannten Dritten Generation der Henschel-Lokomotiven und wurden mittels Kuppelstange angetrieben.
Die Henschel DH 500 Ca wurde zwischen 1959 und 1971 in 89 Exemplaren gebaut. Ein Großteil ging an Unternehmen der deutschen Montanindustrie. Acht Lokomotiven wurden nach Spanien geliefert, sieben in die Schweiz und vier nach Norwegen. Die Sudan Railway Corporation bestellte insgesamt 21 Lokomotiven und neun gingen an die Ghana Railway Corporation.
Museal ist die Lok 52 der Vereinigten Schmiedewerke GmbH, Werk Hattingen auf dem Gelände der Henrichshütte erhalten. Sie wurde ursprünglich als Lok 34 an die Ruhrstahl AG geliefert (1962).
Ebenso ist die ehemalige Werkslok Nr. 5 des Bochumer Opelwerks im Eisenbahnmuseum Bochum erhalten.
Des Weiteren sind bei der Saar Rail GmbH noch eine Handvoll Maschinen im Einsatz. Darunter die als D63 geführte Lok mit der Fabriknummer 26565, welche seit November 2024 im Farbkonzept „Sichtbare Lok“ unterwegs ist.

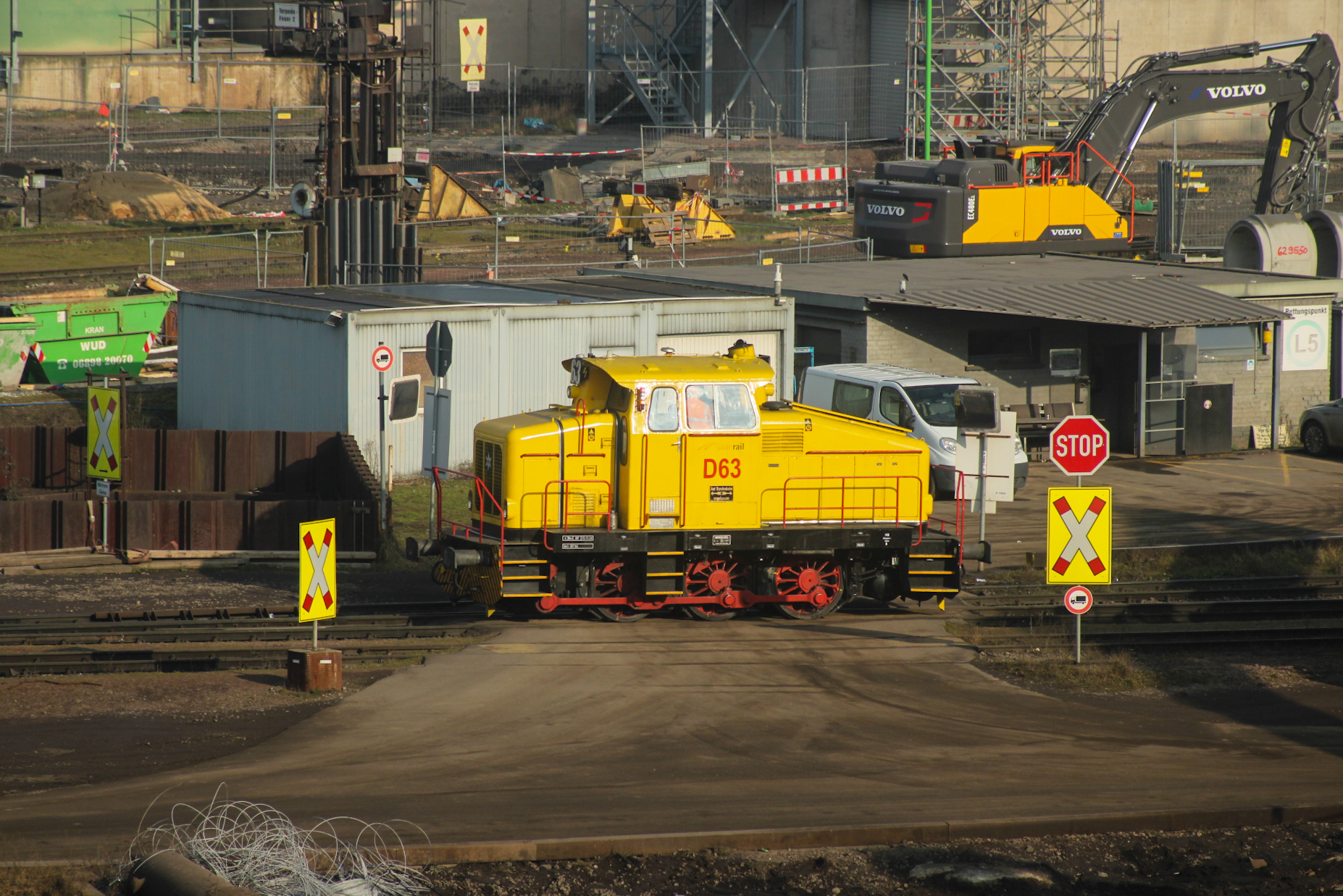
Saar Rail GmbH D63 (Henschel 26565/1959) im Farbkonzept „Sichtbare Lok“

## Norsk Hydro 19–22 / Rj.B. 19–22
Die Lokomotiven mit den Fabriknummern 30271–30274 wurden 1961 gebaut und an Norsk Hydro ASA, Oslo ausgeliefert. Sie erhielten in der Reihenfolge der Baunummern die Betriebsnummern 20–22 und 19.

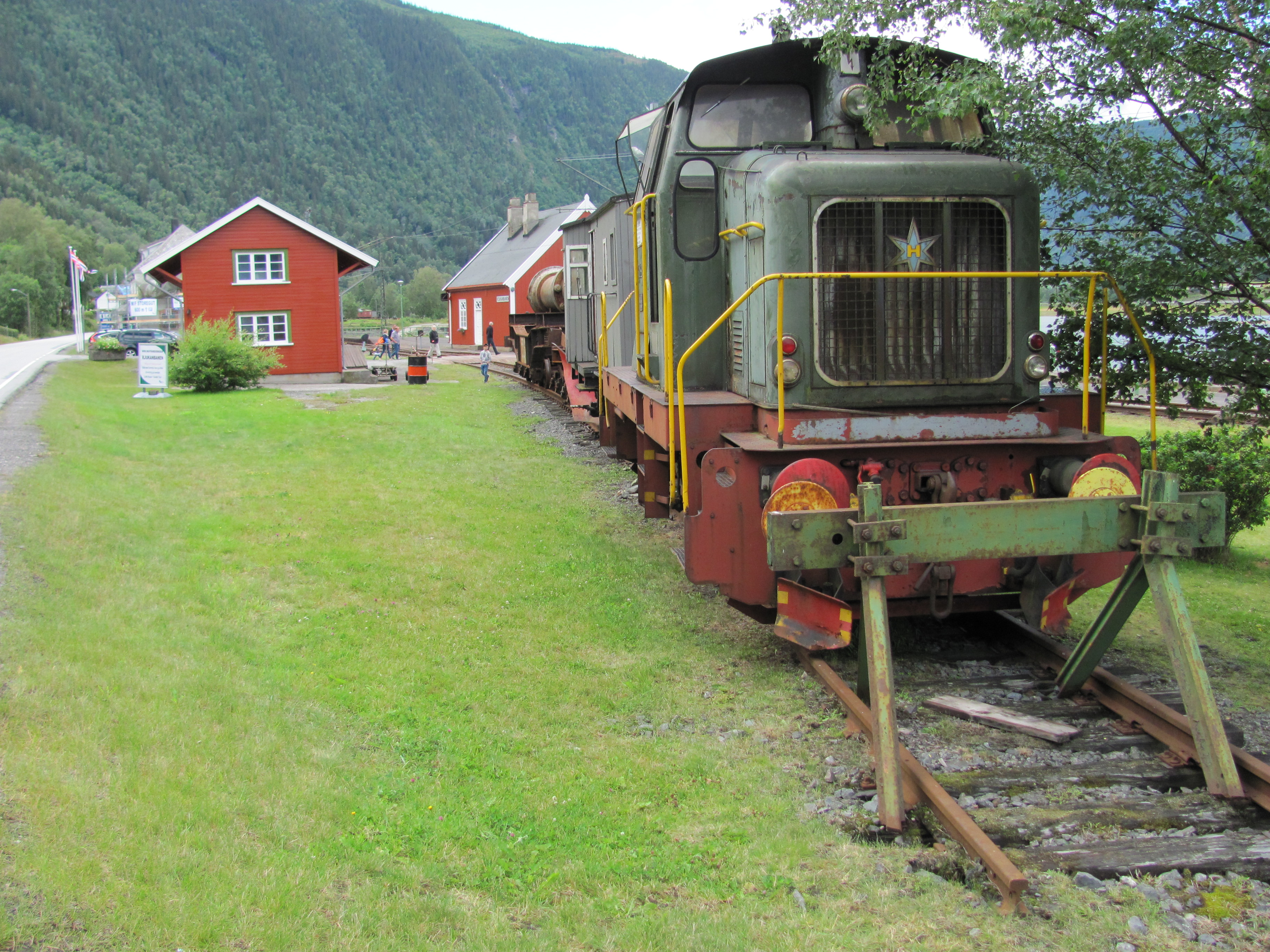
Lok Nr. 19, 2015 abgestellt, erhielt 2017 eine Hauptuntersuchung

- Nr. 19 wurde dem Werk in Eidanger auf Herøya zugeteilt und war ab dem 1. Januar 1964 im Werk in Porsgrunn im Dienst. Die Abstellung erfolgte 2003, danach wurde die Lokomotive an die Stiftelsen Rjukanbanen in Rjukan übergeben. Am 1. Dezember 2012 erfolgte die Weitergabe an das Norsk Industriarbeidermuseum (NIA) in Rjukan, das eine Hauptuntersuchung 2017 bei Mantena in Marienborg in Trondheim veranlasste.[1]
- Nr. 20 war von 1961 bis 1991 auf der Rjukanbane im Einsatz und wurde dann im Werk Porsgrunn eingesetzt. Wie die Nr. 19 kam sie zu den gleichen Terminen zur Stiftelsen Rjukanbanen und zum Norsk Industriarbeidermuseum. Eine Aufarbeitung bei Mantena erfolgte 2014.[2]
- Nr. 21 war wie Nr. 20 von 1961 bis 1991 auf der Rjukanbane im Einsatz. Dann wurde sie an Papeteries de Golbey SA in Golbey verkauft und von dort an CFF Vogifer weitergegeben. Sie erhielt die Betriebsnummer S 1 und wurde im Juli 2011 verschrottet.[3]
- Nr. 22 war von 1961 bis 1991 auf der Rjukanbane im Einsatz und wurde dann im Werk Porsgrunn eingesetzt. 1999 wurde sie abgestellt. Wie die Nr. 19 kam sie zu den gleichen Terminen zur Stiftelsen Rjukanbanen und zum Norsk Industriarbeidermuseum. Sie wurde als Ersatzteilspender verwendet.[4]